# Harold Gould
Harold Gould (geboren als Harold Vernon Goldstein) (Schenectady, 10 december 1923 – Los Angeles, 11 september 2010), was een Amerikaans acteur. 
Hij werd vijf keer genomineerd voor een Primetime Emmy Award: in 1975 voor een eenmalige bijrol als Andrea Basic in de dramaserie Police Story, in 1978 voor zijn bijrol als Martin Morgenstern in de sitcom Rhoda, in 1980 voor zijn bijrollen in drie televisiefilms dat jaar samen, in 1986 voor zijn bijrol als Marvin Elias in de televisiefilm Mrs. Delafield Wants to Marry en in 1990 voor zijn gastrol in To The Chicago Abyss, een aflevering van de anthologieserie The Ray Bradbury Theater.

## Carrière
Gould speelde in 40 films, 71 televisiefilms meegerekend. Daarnaast had hij rollen als wederkerende personages in 26 verschillende televisieseries én eenmalige rollen in meer dan 90 andere. Zo speelde Gould in 1972 Howard Cunningham in Love and Happy Days, een segment van een aflevering van de anthologieserie Love, American Style. Dit stuk vormde de aanleiding voor de televisieserie Happy Days, waarin diezelfde Howard Cunningham een hoofdpersonage is, alleen dan gespeeld door Tom Bosley.
Dat Gould eenmalige rollen had in meer dan 90 series, betekent niet dat hij in al die titels ook maar één keer te zien was. In meer dan twintig van deze series speelde hij in meerdere afleveringen, alleen dan elke keer als een ander personage. Voorbeelden hiervan zijn The F.B.I. (1965-1972, zeven keer als een ander personage), Dennis the Menace (1961-1963, twee keer), Dr. Kildare (1963-1965, twee keer), The Virginian (1962-1965, zes keer), The Fugitive (1964-1967, drie keer), The Wild Wild West (1967-1968, twee keer), The Big Valley (1967-1969, drie keer), I Dream of Jeannie (1969, twee keer), The Streets of San Francisco (1972-1974, twee keer), Cannon (1971-1975, drie keer), Police Story (1974-1977, drie keer) en Touched by an Angel (1996-2001, twee keer).

## Filmografie
*Exclusief 29 televisiefilms
| - The Day the Music Died (2010) - English as a Second Language (2005) - Brother Bear (2003, stem) - Freaky Friday (2003) - The Master of Disguise (2002) - Dying on the Edge (2001) - Stuart Little (1999) - Brown's Requiem (1998) - Patch Adams (1998) - Beloved (1998) - My Giant (1998) - The Love Bug (1997, televisiefilm) - Lover's Knot (1996) - Flesh Suitcase (1995) - Killer: A Journal of Murder (1995) - Whisper of the Heart (1995, stem Engelstalige versie) - Romero (1989) - Get Smart, Again! (1989, televisiefilm) - Playing for Keeps (1986) - The Dream Chasers (1982) - Seems Like Old Times (1980) | - The One and Only (1978) - Gus (1976) - The Big Bus (1976) - Silent Movie (1976) - Love and Death (1975) - The Strongest Man in the World (1975) - The Front Page (1974) - The Sting (1973) - Where Does It Hurt? (1972) - Mrs. Pollifax-Spy (1971) - The Lawyer (1970) - The Arrangement (1969) - Project X (1968) - An American Dream (1966) - Harper (1966) - Inside Daisy Clover (1965) - The Satan Bug(1965) - The Yellow Canary (1963) - Two for the Seesaw (1962) - The Couch (1962) - The Man from Planet X (1951) |

## Televisieseries
*Exclusief eenmalige gastrollen
- Lois & Clark: The New Adventures of Superman - Edwin Griffin (1994-1995, twee afleveringen)
- The Golden Palace - Miles Webber (1992-1993, twee afleveringen)
- The Golden Girls - Miles Webber (1989-1992, twaalf afleveringen)
- The Ray Bradbury Theater - Verschillende (1989-1992, twee afleveringen)
- American Playhouse - Verschillende (1983-1991, drie afleveringen)
- Singer & Sons - Nathan Singer (1990, vier afleveringen)
- Dallas - Dr. Wexler (1990, twee afleveringen)
- L.A. Law - Harry Finneman (1986, twee afleveringen)
- Spencer - Ben Sprague (1985, zeven afleveringen)
- St. Elsewhere - Melvin Millstein (1984, twee afleveringen)
- Foot in the Door - Jonah Foot (1983, zes afleveringen)
- Park Place - David Ross (1981, vier afleveringen)
- Insight - Verschillende (1967-1980, zeven afleveringen)
- The Rockford Files - Mr. Brockelman (1979, twee afleveringen)
- Rhoda - Martin Morgenstern (1974-1978, zeventien afleveringen)
- The Love Boat - Vernon Crowler (1978, twee afleveringen)
- Soap - Barney Gerber (1977, vier afleveringen)
- Washington: Behind Closed Doors - Carl Tessler (1977, zes afleveringen - miniserie)
- The Feather and Father Gang - Harry Danton (1976-1977, veertien afleveringen)
- Petrocelli - Haskell Fox (1974-1976, drie afleveringen)
- Hawaii Five-O - Honore Vashon (1972-1975, vier afleveringen)
- The Bob Crane Show - Dr. Strauss (1975, vier afleveringen)
- Gunsmoke - Lucius Shindrow (1974, twee afleveringen)
- The Mary Tyler Moore Show - Martin Morgenstern (1972-1973, twee afleveringen)
- Columbo: Ransom for a Dead Man - Agent Carlson (1971)
- Hogan's Heroes - General von Schlomm (1970, twee afleveringen)
- He & She - Norman Nugent (1967-1968, twee afleveringen)
- The Danny Kaye Show - Marco (1966, twee afleveringen)
- The Long, Hot Summer - Bowman Chamberlain (1965-1966, vijf afleveringen)
- The Lieutenant - Luitenant-Colonel Raleigh Wade (1963, twee afleveringen)

## Privé
Gould trouwde in 1950 met Lea Shampanier, met wie hij samenbleef tot aan zijn overlijden, een paar weken na hun diamanten bruiloft. Samen kregen ze drie kinderen, dochter Deborah en zoons Joshua en Lowell. Hoewel geen professioneel actrice, was Shampanier samen met Gould te zien in twee op elkaar volgende afleveringen van The Love Boat in 1978 (als televisieverslaggeefster) en ook in de avonturenfilm The Dream Chasers uit 1982 (als verpleegster in het verpleegtehuis), waarin haar man een hoofdrol speelde.
Gould overleed op 86-jarige leeftijd in het Motion Picture & Television Country House and Hospital aan de gevolgen van prostaatkanker.
- Biblioteca Nacional de España: XX1692175
- Bibliothèque nationale de France: cb140494135 (data)
- Gemeinsame Normdatei: 136726771
- International Standard Name Identifier: 0000 0001 1029 6392
- Library of Congress Control Number: n85322478
- Nationale Bibliotheek van Israël: 987007309609505171
- SNAC: w6sz12tk
- Système universitaire de documentation: 112372406
- Virtual International Authority File: 75311046
- WorldCat: E39PBJpJc9djBWptFPTfM4gqcP